# Une bouteille à la mer
Une bouteille à la mer è un film del 2012 diretto da Thierry Binisti, tratto dal romanzo Una bottiglia nel mare di Gaza di Valérie Zenatti.
La scrittrice insegnò la lingua ebraica ad Agathe Bonitzer in preparazione alla sua interpretazione del ruolo di protagonista.

## Trama
Tal Levine è una ragazza diciassettenne, figlia di immigrati francesi in Israele che vivono a Gerusalemme. A seguito di un attentato dinamitario in un bar locale, Tal decide di lanciare una bottiglia nel mare vicino a Gaza con un messaggio che chiede di dare una spiegazione. Naïm, ragazzo palestinese ventenne che vive a Gaza, scopre la bottiglia e cerca di rispondere alla domanda di Tal avviando una corrispondenza via mail. Il loro reciproco sospetto si trasforma presto in una tenero rapporto di amicizia.